# 熊十力
熊十力（1885年2月18日—1968年5月23日），原名继智、升恒、定中，后改名十力，字子真，号逸翁，晚年号漆园老人。湖北黄冈人，中国思想家、学者。1968年5月23日，因反对文化大革命绝食患病，逝于上海虹口第一医院。

## 生平
熊十力出生在湖北省黄州府黄冈县乡间（今黄冈市团风县上巴河镇熊坳村张家湾）的一个贫苦农家，幼时为人牧牛。
13岁到14岁时，他的父母相继病亡。日后他只是在父亲的朋友何柽木先生处读了半年乡塾。
16岁到17岁时游学乡间。受到维新派影响，读孟子、王船山、顾亭林书，萌发革命之志。
1954年10月29日，由弟子刘公纯、周朋初陪同，熊十力离京，从此定居沪上。行前，董必武、林伯渠、吴玉章等在北京饭店为熊十力饯行。
文革开始之后，1966年，熊十力遭抄家、批判。他對於紅衛兵的行為感到悲憤不已，不断给中央领导写信抗议，他独自一个人在街上和公园里自言自语：“中国文化亡了！中国文化亡了！”
1968年，熊十力在家曾拒绝饮食，后改为减食。但仍不停地写书，写了又毁，毁了又写。春夏之交，又患肺炎，病后不肯服药，送医院前已发高烧。在虹口医院治疗后基本好转，但他习惯于一清早开窗，又患感冒。病体衰弱，心力衰竭，抢救不及，于5月23日上午9时与世长辞，终年84岁。

## 哲学观点
熊十力主要的哲学观点是：体用不二、心物不二、能质不二、天人不二。人与天地万物同具仁心本体，内蕴着极大的力量，可以创造、生化。又主张人不被人创造出来的物质世界和人文建制所异化、所遮蔽，以致忘却人之所以为人的根蒂。

## 著作
主要著作有《新唯识论》、《论六经》、《原儒》、《体用论》、《明心篇》、《乾坤衍》。

## 评价
熊十力被《大英百科全书》称为20世纪中国最杰出哲学家。熊十力面对西学的冲击，在儒学价值系统崩坏的时代，重建儒学。熊十力是新儒家的实际开山人物，被譽為當代新儒家三聖（馬一浮、熊十力、梁漱溟）之一。熊十力的三大弟子（牟宗三、唐君毅、徐复观）在20世纪后半叶香港、台灣、东南亚地区的新儒家风潮中起到领导作用。熊十力及其三弟子（牟宗三、唐君毅、徐复观）和张君劢、梁漱溟、冯友兰、方东美被称为当代“新儒学八大家”。
熊十力自谓：“人谓我孤冷，吾以为人不孤冷到极度，不堪与世谐和”，“凡有志于根本学术者，当有孤往精神”。
许纪霖：“一代大师已远去，世间再无熊十力。”

## 研究書目
- 張慶熊：《熊十力的新唯識論與胡塞爾的現象學》（上海：上海人民出版社，1995）。
- 张庆熊：〈熊十力和胡塞尔的本体论学说 （页面存档备份，存于）〉。
- 张庆熊：〈从“致知疑难”的求解看牟宗三与熊十力的异同 （页面存档备份，存于）〉。
- 刘康：〈待之以无待　悠悠任天常——熊十力晚年“外王学”的启示 （页面存档备份，存于）〉。

## 外部連結
- 印順法師--評新唯識論自序